# Katsuya Nagato
Katsuya Nagato (ur. 15 stycznia 1995 w Sakurze w prefekturze Chiba) – japoński piłkarz występujący na pozycji obrońcy.

## Kariera piłkarska
Od 2017 roku występował w Vegalta Sendai.